# Buchloe–Memmingen-vasútvonal
A Buchloe–Memmingen-vasútvonal egy normál nyomtávolságú, nem villamosított, 46,1 km hosszú egyvágányú vasúti fővonal Németországban Buchloe és Memmingen között. 1872-ben nyílt meg. Villamosítása tervben van.

## Forgalom
2010-ben az alábbi járatok közlekedtek a vonalon:
| Járat | Útvonal                                                                        | Gyakoriság             | Jármű                                                           |
| ----- | ------------------------------------------------------------------------------ | ---------------------- | --------------------------------------------------------------- |
| EC 88 | München – Buchloe – Memmingen – Lindau – Bregenz – Zürich                      | három vonatpár naponta | DB 218 sorozat csatolva Apm/Bpm 61 típusú SBB személyvagonokkal |
| RE    | München – Buchloe – Memmingen                                                  | kétóránként            | DB 218 sorozat n-Wagen-kel mint Wendezug                        |
| RB    | Memmingen – Mindelheim – Krumbach (– Günzburg)                                 | bizonyos vonatok       | 642 sorozat                                                     |
| RB    | Augsburg – Buchloe – Memmingen (Türkheim közvetlen kocsikkal – Bad Wörishofen) | kétóránként            | 642 sorozat                                                     |